# Teruo Nimura
Teruo Nimura, född 2 maj 1943 i Kyoto prefektur, Japan, är en japansk tidigare fotbollsspelare.